# 哈列普齊
50°7′34″N 32°57′42″E / 50.12611°N 32.96167°E
哈列普齊（烏克蘭語：Халепці），是烏克蘭的村落，位於該國中部波爾塔瓦州，由盧布尼區負責管轄，處於烏代河畔，分別距離盧什尼基0.5公里和比伊夫齊2.5公里，海拔高度94米，2001年人口218。